# Reperti d'assalto
Reperti d'assalto (Steel Buddies - Stahlharte Geschäfte) è una serie televisiva tedesca trasmessa in prima visione in Germania su DMAX nel 2014.
La serie parla di Michael Manousakis e della sua attività di vendita di veicoli usati, soprattutto veicoli militari, la Morlock Motors, che gestisce a Peterslahr.

## Il programma
Michael Manousakis è un commerciante registrato e proprietario della Morlock Motors a Peterslahr.  L'attività principale della sua azienda è il commercio di beni e veicoli dismessi provenienti dalle ex scorte dell'esercito degli Stati Uniti. A tal fine, la società ha un contratto esclusivo dell'esercito americano, che gli permette di acquistare veicoli, macchinari, equipaggiamento militare, attrezzature edili, articoli elettronici e molto altro ancora. Gli articoli vengono selezionati e catalogati dal team di Manousakis e poi rivenduti a commercianti e privati oppure immagazzinati nei locali dell'azienda, per lo più all'aperto e in container. Oltre a questa attività, la Morlock Motors è specializzata nella riparazione e nel restauro di veicoli civili e militari provenienti dagli Stati Uniti e gestisce un'officina in loco. Oltre agli affari con l'esercito americano, Michael Manousakis acquista anche veicoli insoliti e beni di ogni genere da commerciare.

## Cast
- Michael Manousakis (1967), è il proprietario della Morlock Motors. I suoi compiti in azienda includono il contatto diretto con i clienti e l'accettazione delle consegne. Sebbene per lo più si limiti a supervisionare il lavoro dei suoi dipendenti, dà anche una mano nelle situazioni critiche.
- Günther Zschimmer (1947), è il verniciatore e, a oltre 75 anni, "ancora parte integrante della squadra"[3].
- Alexander "Alex" Janowsky, è stato il responsabile dell'ufficio e vice di Manousakis per le prime sette stagioni. I suoi compiti includevano l'inventario delle consegne, la contabilità e la vendita degli articoli. Lasciò la Morlock Motors durante l'ottava stagione.
- Andy Macht, è diventato il successore di "Alex" verso la fine dell'ottava stagione.
- Ingo Meier, è responsabile di officina e specialista per le riparazioni di veicoli commerciali.
- Rosi Kötting-Drescher, è il capo meccanico per le riparazioni delle auto.
- Michael “Klotzki” Kurkowski, è un maestro fabbro, responsabile della realizzazione di prodotti e carrozzerie su misura.
- Bogdan, è un carrellista e magazziniere.
- Il meccanico industriale Fabian Schöbel, che ha accompagnato Michael Manousakis in diversi episodi e in molti dei suoi viaggi, ed è stato il suo copilota durante i voli. Nel 2017 ha fondato la propria azienda di ingegneria meccanica e ha lasciato il team[4][5].
- Julie-Cristie Neal, gestisce una società di import-export nel Tennessee[6] ed è responsabile delle vendite, degli acquisti e dell'esportazione di merci da e per gli Stati Uniti presso la Morlock Motors.

Oltre alle persone menzionate, il team della Morlock comprende anche altri meccanici che, nei singoli episodi, lavorano sui veicoli, scaricano le consegne e anche smistano e preparano la merce.

## Produzione
La serie è stata prodotta dal 2014 al 2023 da spin tv per conto di DMAX. La produzione si è conclusa alla fine del 2023 con la dodicesima stagione, trasmessa su DMAX da settembre a dicembre 2024.
Nelle prime otto stagioni, Dieter Brandecker narrava gli episodi. Klaus-Dieter Klebsch è narratore dalla nona stagione.
Tuttavia sono stati annunciati nuovi episodi che seguiranno per una nuova serie: "Steel Buddies - Projekt Panther".
Dopo di essi, con la nuova serie "Morlock Motors – Big Deals im Westerwald" è stato avviato un nuovo progetto televisivo per la Morlock Motors.

## Distribuzione
Il primo episodio è andato in onda in Germania su DMAX il 22 settembre 2014.
In Italia la serie va in onda su Motor Trend.

## Edizione italiana
L'edizione italiana è realizzata da C.D. - Cine Dubbing. Il direttore del doppiaggio è Andrea Moresco.